# Yangı, Köyceğiz
Yangı là một xã thuộc huyện Köyceğiz, tỉnh Muğla, Thổ Nhĩ Kỳ. Dân số thời điểm năm 2011 là 1.443 người.